# Four Points
Four Points – jednostka osadnicza w Stanach Zjednoczonych, w stanie Teksas, w hrabstwie Webb.